# سیارک ۲۳۰۶۹
سیارک ۲۳۰۶۹ (به انگلیسی: 23069 Kapps، نامگذاری:1999XR64) بیست و سه هزار و شصت و نهمین سیارک کشف شده‌است که در ۷ دسامبر ۱۹۹۹ کشف شد.
قدر مطلق سیارک برابر ۱۷٫۰ است.